# 呉服橋 (猪名川)
呉服橋（くれはばし）は、淀川水系の猪名川に架かる橋である。「呉服橋」の名称は、かつて池田が「呉服の里」と呼ばれていたことに由来する。かつては、順礼橋（または巡礼橋）と呼ばれ、表記された。

## 概要

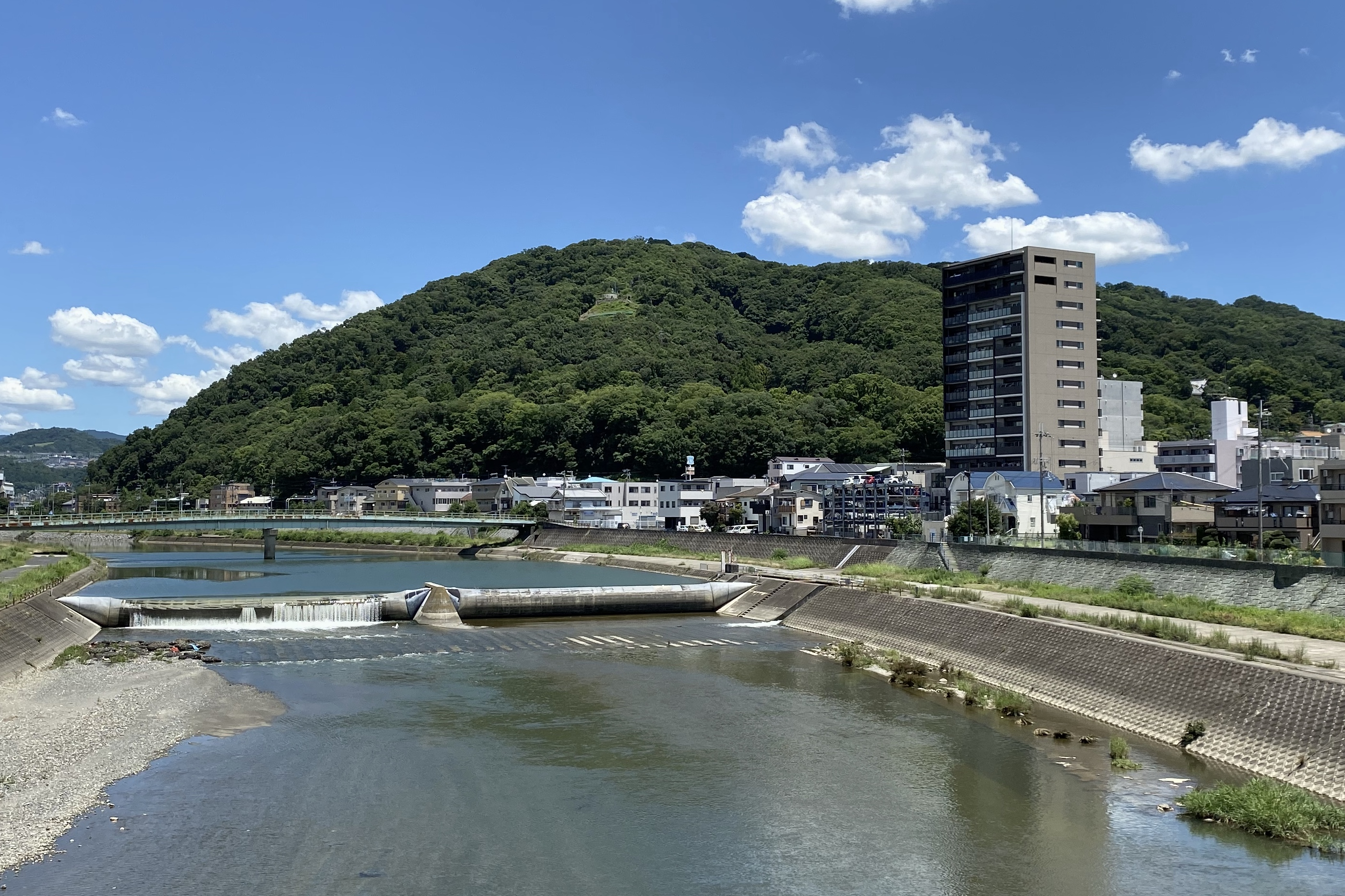
呉服橋から五月山を望む（2021年撮影）

大阪府池田市西本町と兵庫県川西市小戸二丁目とを接続している。国道176号が通過している。全長は 117.2 メートルであり、幅は 18.8 メートルである。行政区分は、川西市に属する。管理者は、国土交通省近畿地方整備局である。
猪名川の 10.8 キロメートルの地点に架橋されている。上流には、近い順に、中橋、新猪名川大橋、絹延橋が架かっている。下流には、近い順に、阪急宝塚線猪名川橋梁、猪名川第1橋梁、中国自動車道猪名川橋、軍行橋、桑津橋、神津大橋が架かっている。

## 由来
「順礼橋」という名称は、西国三十三所における第23番札所の応頂山勝尾寺と第24番札所の紫雲山中山寺とをつなぐ巡礼道の途上に架けられていることに由来する。
1815年（文化12年）、順礼橋の建設工事が完成される。高槻土砂奉行に届けられた仕様書によれば、長さは 65 間（およそ 118.3 メートル）、幅は 2 間（およそ 3.6 メートル）であった。同年3月12日に、渡り初めが行われている。
1822年（文政5年）、橋が大きく破損する。1866年（慶応2年）8月16日、橋の8割程度が破損する。1877年（明治10年）頃に、大規模な架け替え工事が行われ、名称が呉服橋に変更された。
1921年（大正10年）頃に、洪水により 1/3 が流失する。橋が産業道路のルートの一部となったために、架け替え工事が行われ、1932年（昭和7年）に渡り初めが行われている。1996年（平成8年）にも、架け替え工事が行われている。

## 周辺

### 最寄駅
- 阪急宝塚本線 池田駅：南東へ約 650 メートル[8]。
- 阪急宝塚本線・能勢電鉄妙見線 川西能勢口駅：西へ約 650 メートル[20]。

### 施設
- みつなかホール：西詰から南西へ約 280 メートル[20]。
- 小戸神社：西詰から北西へ約 450 メートル[20]。
- 落語みゅーじあむ、池田呉服座：東詰から東へ約 220 メートル[8]。
- いけだピアまるセンター：東詰から北東へ約 210 メートル[8]。